# NGC 6969
NGC 6969 est une galaxie spirale située dans la constellation du Dauphin. Sa vitesse par rapport au fond diffus cosmologique est de 5 924 ± 35 km/s, ce qui correspond à une distance de Hubble de 87,4 ± 6,1 Mpc (∼285 millions d'al). NGC 6969 a été découverte par l'astronome allemand Albert Marth en 1863.
La classe de luminosité de NGC 6969 est I et elle présente une large raie HI. De plus, c'est une galaxie du champ, c'est-à-dire qu'elle n'appartient pas à un amas ou un groupe et qu'elle est donc gravitationnellement isolée. Selon la base de données Simbad, NGC 6969 est une candidate au titre de galaxie à noyau actif.
À ce jour, sept mesures non basées sur le décalage vers le rouge (redshift) donnent une distance de 66,757 ± 1,198 Mpc (∼218 millions d'al), ce qui est à l'intérieur des valeurs de la distance de Hubble.